# Rinorea microphylla
Rinorea microphylla H.Perrier – gatunek roślin z rodziny fiołkowatych (Violaceae). Występuje endemicznie we wschodniej części Madagaskaru. 

## Morfologia
PokrójZimozielony krzew dorastający do 1 m wysokości.
LiścieBlaszka liściowa ma lancetowaty kształt. Mierzy 1–2,4 cm długości oraz 0,6–1,2 cm szerokości, jest karbowana na brzegu, ma zbiegającą po ogonku nasadę i ostry lub tępy wierzchołek. Przylistki są trójkątne i osiągają 1 mm długości. Ogonek liściowy jest nagi i ma 1–3 mm długości.
KwiatyPojedyncze lub zebrane po 2–3 w wierzchotkach, wyrastają z kątów pędów. Mają działki kielicha o owalnym kształcie i dorastające do 1–2 mm długości. Płatki są lancetowate i mają 4 mm długości.

## Biologia i ekologia
Rośnie w lasach, na wysokości około 500 m n.p.m.